# Porto di Santa Cruz de Tenerife

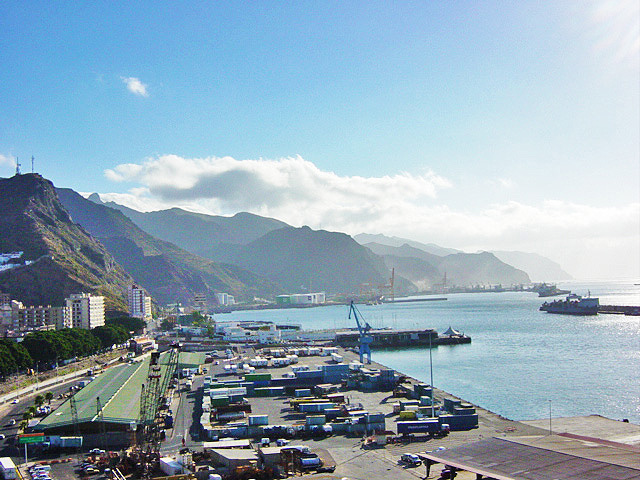
Puerto de Santa Cruz de Tenerife.

Il Puerto de Santa Cruz de Tenerife è il porto commerciale e turistico di Santa Cruz de Tenerife (Spagna) e, oltre ad essere il primo porto peschereccio e passeggeri delle Canarie, è uno dei più importanti dell'intera Spagna.
Oltre ad ospitare collegamenti in traghetto interisland, il porto di Santa Cruz de Tenerife è una messa in scena di numerose linee marittime che collegano con i principali porti in Europa, Africa e America. Il porto di Santa Cruz de Tenerife è la più moderna terminal crociere di Macaronesia. Ha una superficie di 9.000 metri quadrati e la capacità di servire fino a 10.000 croceristi.
Nel 2016, il porto di Santa Cruz de Tenerife è stato incluso tra i tre grandi porti al mondo per traffico crocieristico da Seatrade Cruise Med, unitamente al porto di Southampton (UK) e al terminal crociere Kai Tak, il porto di Hong Kong (Cina). Da parte sua, nel 2023 un rapporto preparato dalla Banca mondiale e da S&P Global ha classificato il porto di Santa Cruz de Tenerife come il terzo più efficiente in Spagna (dopo porto di Algeciras e Barcellona) e il nono in Europa.